# رباعي ميثيل البوتان
رباعي ميثيل البوتان (وفق التسمية النظامية 3,3,2,2-رباعي ميثيل البوتان) هو مركب عضوي من الهيدروكربونات له الصيغة الكيميائية C8H18 وهو بذلك أحد مصاوغات الأوكتان

## التحضير
يحضر المركب نظرياً من ارتباط مجموعتي ثالثي بوتيل مع بعضهما البعض. يمكن إجراء ذلك مخبرياً من تفاعل كلوريد ثالثي بوتيل المغنسيوم (كاشف غرينيار) مع كلوريد ثالثي البوتيل. يمكن تحضير كلوريد ثالثي بوتيل المغنسيوم في المختبر من تفاعل كلوريد ثالثي البوتيل مع المغنسيوم.

## الخواص
يوجد المركب في الشروط القياسية على شكل بلورات صلبة عديمة اللون، وهي عملياً غير منحلة في الماء.